# Ceranthia tenuipalpis
Ceranthia tenuipalpis là một loài ruồi trong họ Tachinidae.